# Vršovice
Vršovice (německy Werschowitz) jsou městská čtvrť a katastrální území na jihovýchodě širšího centra Prahy, součást městské části i městského obvodu Praha 10. Sousedí na severu a severozápadě s Královskými Vinohrady, na východě se Strašnicemi, na jihovýchodě s Michlí a na jihozápadě s Nuslemi. Od roku 1885 byly městečkem, v letech 1902–1921 městem.

## Historie

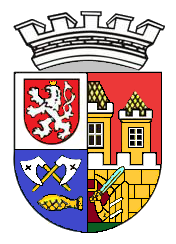
Znak města Vršovic

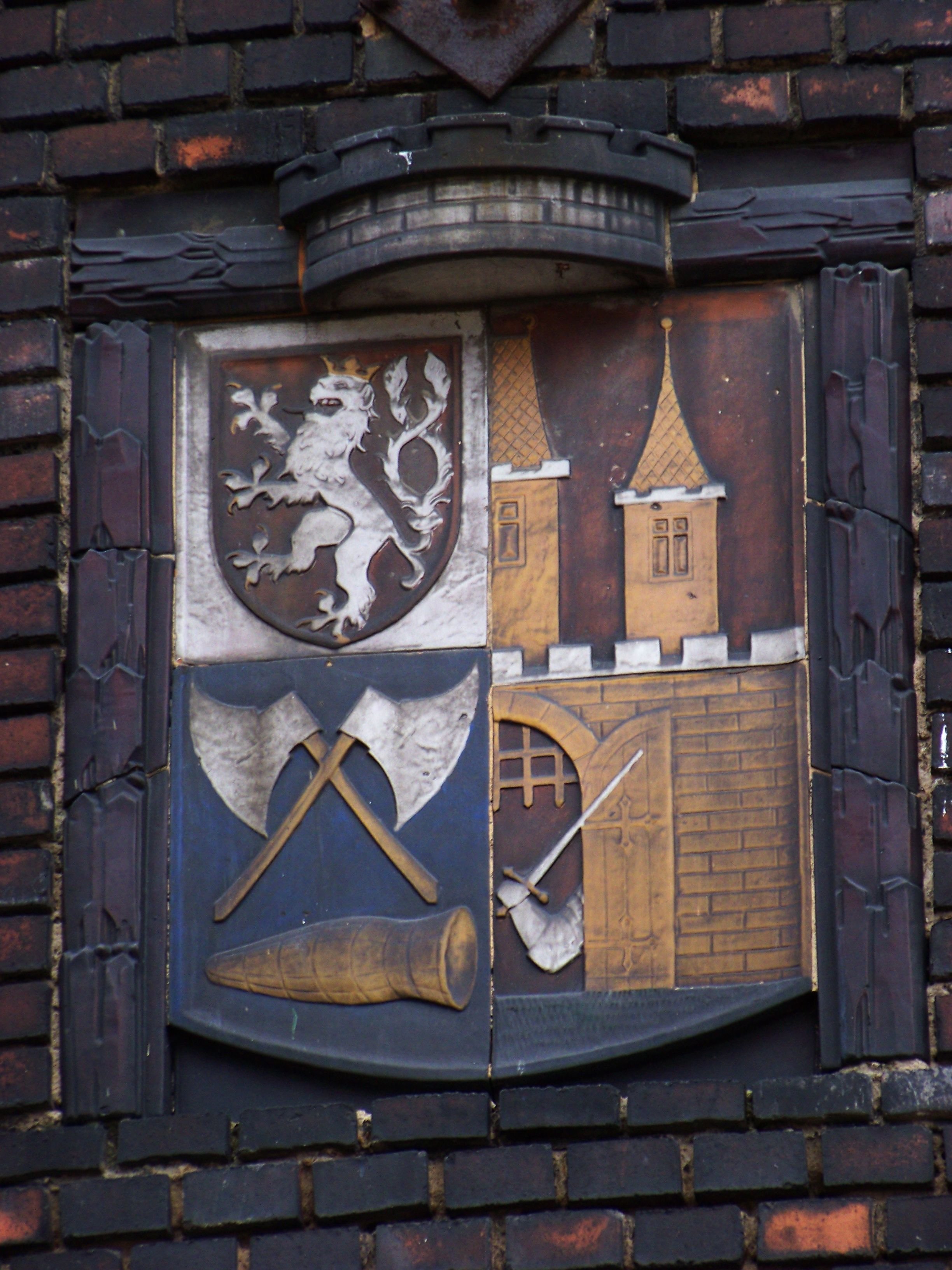
Znak Vršovic na vršovické vodárenské věži

Osada Vršovice vznikla v souvislosti s osídlením údolí Botiče v době, kdy se na Vyšehradě usídlil první knížecí rod s prvním králem Vratislavem. Samotný název je poprvé zmiňován v roce 1088 v zakládající listině Vyšehradské kapituly, pod kterou osada spadala. 
Původ názvu Vršovic je vykládán různě, avšak žádné vysvětlení zatím není jednoznačně potvrzené. V Hájkově kronice se píše, že se Vršovice jmenují podle jakéhosi Vrše z Lechova. Další teorie odvozuje název od rybářské vrše, která se později dokonce objevila ve znaku Vršovic. Jiná teorie zas tvrdí, že původ názvu Vršovic souvisí s rodem Vršovců. 
V roce 1311–1328 ves vlastnil Pražan Štuka a tehdy k ní patřil dvůr, vinice a rybářství v povodí Botiče. Ten prodal celou ves řádu německých rytířů v Praze. Ve vsi byla v té době tvrz u Botiče, která sloužila jako centrum hospodářského života Vršovic. Za vlády Karla IV. se svahy Bohdalce a nuselského údolí změnily na vinice.
Vesnice byla pravděpodobně[zdroj⁠?!] zasažena spolu s Nuslemi bitvou u Vyšehradu roku 1420 a stala se svědkem porážky císaře Zikmunda. Roku 1448 odtud také zaútočil pozdější český král Jiří z Poděbrad proti Vyšehradu a dobyl jej. V roce 1556 získal Vršovice Kašpar Granovský z Granova, který sloužil Ferdinandu I. jako sekretář. Granovští však posléze ves v dobrém stavu prodali panu Trčkovi z Lípy. V té době bylo ve Vršovicích deset gruntů, jež stály při jižní straně Pražské silnice, okolo kostela svatého Mikuláše a u ohybu Botiče. Trčka však v době konfiskací přišel o majetek a vesnice i s vodní tvrzí připadla Šternberkům a příbuzné rodině Paarů.
Vesnice byla zasažena během třicetileté války saskými a švédskými vojsky v roce 1634 a švédským vojskem znovu roku 1639. Místní rolníci přišli o veškerá tažná zvířata nutná k obdělávání půdy a nastal úpadek ve zdejším hospodářství. Ve Vršovicích zůstali kromě statku, jehož pány se v roce 1648 stali Šternberkové, sedláci Jan Kotík, Kateřina Lukešová a Daniel Plachta spolu se 14 chalupníky.
Po smrti hraběte Františka Matyáše Karla ze Šternberka byla obec zanechána jeho manželce a potomkům. Vesnice v té době byla natolik zadlužená, že na ni musela být v roce 1727 uvalena nucená úřední zpráva.
V roce 1788 měla ves 70 chalup, avšak byla zatížena dluhy od svých majitelů, kteří v ní příliš nepobývali.
Roku 1797 koupil Vršovice Jakub z Wimmerů a pro ves nastalo dobré období. Wimmerové vlastnili i přilehlé Nusle s Nuselským zámkem, Záběhlice a několik dalších vesnic. Zaváděli moderní metody zemědělství, štěpařství, založili sady, vinice, dbali na rozvoj manufaktur a také štědře podporovali kulturu. Jakub Wimmer v roce 1809 prodal Vršovice za 200 tisíc zlatých Janu Filipovi z Wessenberka, od něhož je roku 1832 za 254 tisíc zlatých koupil Karel Ferdinand Putteany. V polovině 19. století vršovická tvrz zanikla. Posledním šlechtickým majitelem Vršovic se stal hrabě Jiří František August Buquoy od roku 1841. Po něm byl dalším vlastníkem od roku 1858 Alois Procházka, který je koupil za 320 tisíc zlatých, aby je jeho dědici prodali roku 1909 Občanské záložně.
Od roku 1871 prochází územím Vršovic železniční trať postavená společností Dráha císaře Františka Josefa, ale železniční stanice zde vznikla až roku 1882 a dlouho nesla jméno sousedních Nuslí; současný název Praha-Vršovice obdržela za protektorátu.
22. února 1885 byly Vršovice povýšeny na městec a 2. března 1902 na město. 24. listopadu získaly Vršovice městský znak – český lev je znakem Království českého, širočiny s vrší jsou znakem pánů Sekerků ze Sedčic, kteří odvozovali svůj původ od rodu Vršovců, jež měli modrý znak, s vrší. Hradební zeď s cimbuřím je polovicí znaku Královského hlavního města Prahy.
V letech 1906–1907 byl pro Vršovice vybudován vodárenský systém; patřil k němu také zemní vodojem, přečerpávací stanice a obytný dům. Areál postavený podle návrhu Jana Kotěry ve stylu pozdní geometrické secese se nachází v Michli a je kulturní památkou. Vršovická vodárna má věž z režných červených cihel vysokou 42 metrů a po uvedení do provozu zásobovala pitnou vodou Vršovice, Michli, Braník a část Nuslí. Svoji funkci přestala plnit v roce 1975.
Počátkem roku 1922 byly Vršovice začleněny do Velké Prahy.

### Vývoj počtu obyvatel
| 1840 | 1860 | 1869 | 1880 | 1890 | 1900   | 1910   | 1921   | 1930   | 1950   | 1961   | 1970   | 1980   | 1991   | 2001   |
| ---- | ---- | ---- | ---- | ---- | ------ | ------ | ------ | ------ | ------ | ------ | ------ | ------ | ------ | ------ |
| 900  | 2400 | 3693 | 5732 | 8624 | 13 580 | 24 646 | 33 008 | 39 875 | 43 724 | 58 908 | 55 185 | 48 059 | 41 567 | 37 301 |

Největší nárůst počtu obyvatel proběhl po roce 1950, kdy byl postaven soubor budov v linii Eden – náměstí Kubánské revoluce (dnes Kubánské náměstí). Do sídliště Vlasta, stavěného od roku 1972, byli přestěhováni obyvatelé středočeské obce Milovice (zhruba 3 500 lidí, většinou vojáků a rodinných příslušníků), kteří byli vystěhováni ze svých původních domovů v souvislosti s umístěním okupačních sovětských vojsk po invazi v roce 1968.

### Spolky
- Dělnický spolek Kruh (1873) – pro podporu v případech „neschopnosti k práci“
- Obchodní grémium na pomoc zchudlým obchodníkům (1887)
- Spolek vzájemně se podporujících živnostníků (1895)
- Občanská záložna – roku 1888 byla založena Občanská záložna. Kromě hospodářské činnosti plnila společenské funkce a přispívala k rozkvětu obce. Zasloužila se o výstavbu, veřejné osvětlení, zásobování obce pitnou vodou a podporovala kulturní a tělovýchovné organizace. V roce 1911 přistoupila záložna ke stavbě vlastní budovy

## Další informace

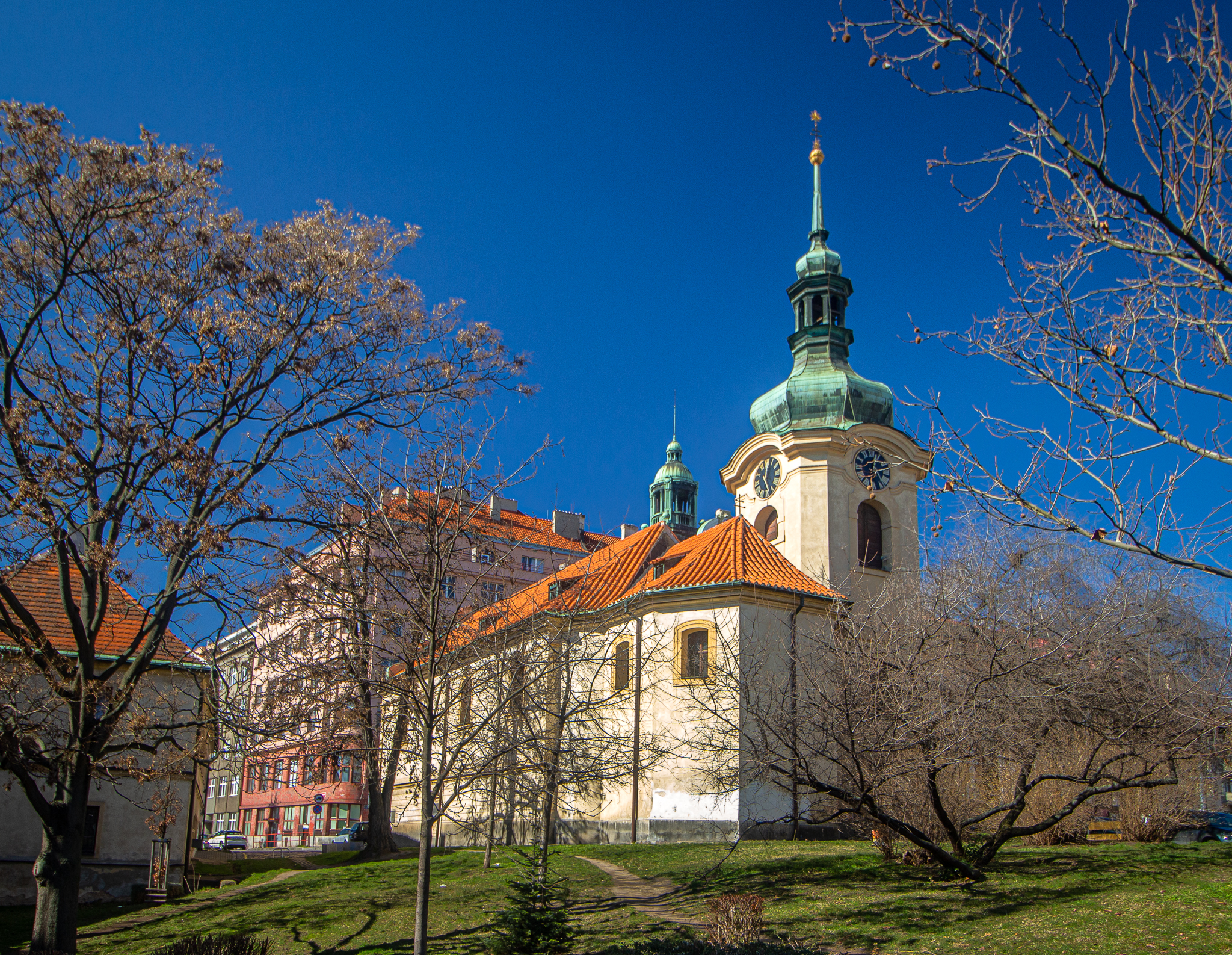
Barokní kostel svatého Mikuláše

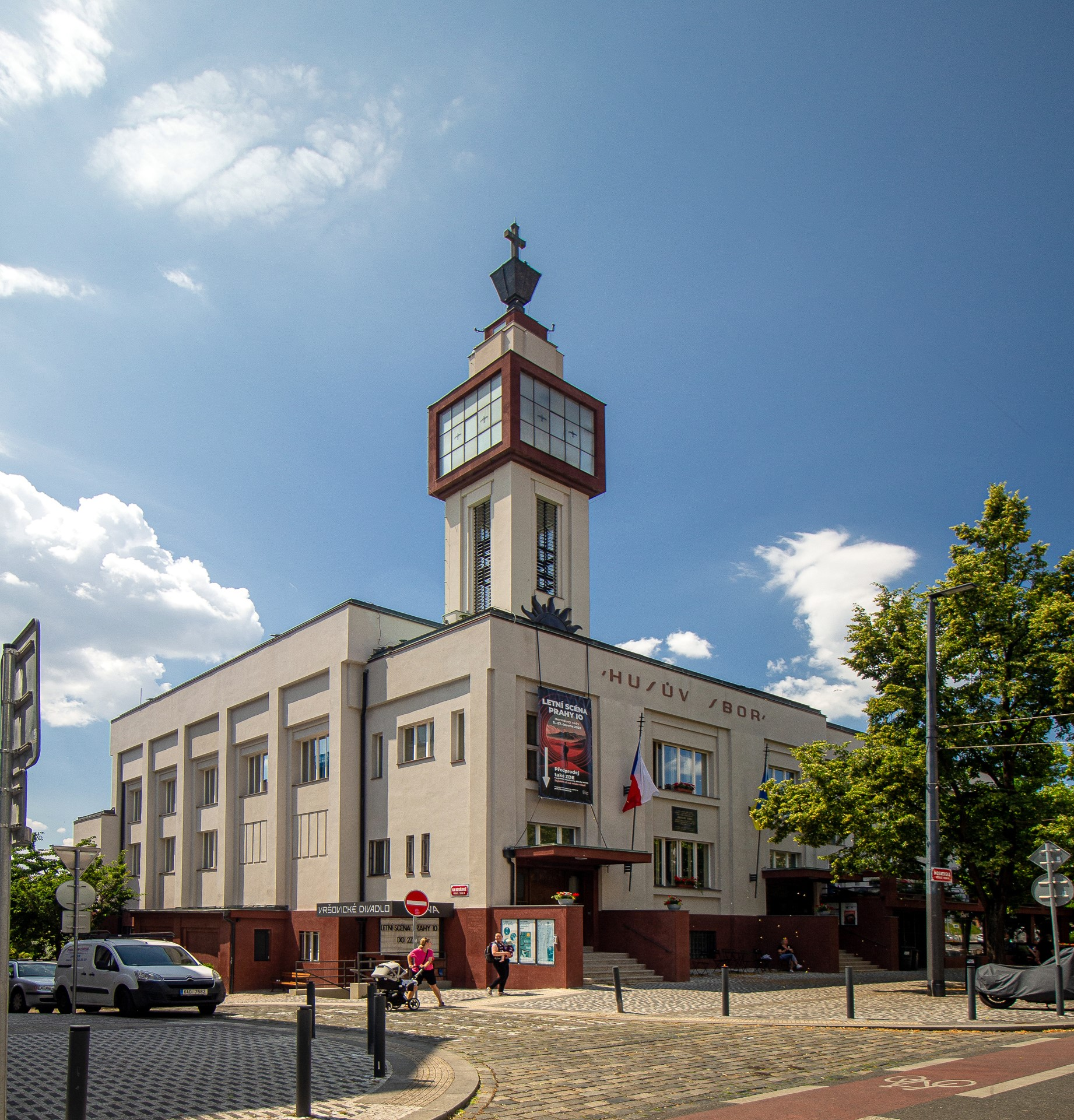
Vršovický Husův sbor v roce 2023

### Zajímavé budovy
- Husův sbor – moderní kostel Církve československé husitské z roku 1930 postavený podle projektu Karla Truksy jako první stavba v Praze z předpjatého betonu. Kostel byl vybudován v rekordním čase 9 měsíců a stojí na rohu Vršovického náměstí a Moskevské třídy. Jeho 26 metrů vysoká hranolovitá věž je stylizovaná do podoby lucerny a jejím autorem je Pavel Janák. V suterénu budovy sboru se nachází sál, kde účinkuje soubor divadla MANA
- Kostel sv. Václava na Náměstí Svatopluka Čecha – vrcholné funkcionalistické dílo od architekta Josefa Gočára z let 1929–1930. Oltáře jsou od sochaře Čeňka Vosmíka
- Kostel sv. Mikuláše z roku 1374, původně gotický kostel, barokně rekonstruovaný v roce 1704 a dále ještě několikrát upravovaný. Na jeho místě původně stála románská kaple Máří Magdaleny z roku 1028
- Budova občanské záložny na Vršovickém náměstí – secesní stavba od arch. Balšánka z roku 1911 – dnešní Česká spořitelna
- Vršovický zámeček – tzv. Rangherka
- Vršovická továrna Koh-i-noor Waldes byla do roku 2022 výrobcem knoflíků a patentek
- Vršovická rafinerie na cukr a sirob – v Petrohradské ulici
- Vršovická sokolovna – budova TJ Sokol Praha Vršovice z roku 1933
- Praha-Vršovice (nádraží) – budova z 19. století na samé hranici s Nuslemi

### Sport a vzdělávávní
Vršovice jsou sídlem dvou známých fotbalových klubů SK Slavia Praha a Bohemians Praha 1905. Sídlí zde i fotbalový klub SK Union Vršovice. Slavia má tady i hokejový tým i tým vodního póla, basketbalový oddíl, plavecký stadion, atletický oddíl, ragbyový oddíl, oddíl pozemního hokeje, oddíl inline hokeje, oddíl házené, oddíl futsalu a také museum. Nachází se i zde oddíl stolního tenisu, který nese název Lokomotiva Vršovice, kde své domácí zápasy hraje extraligový KT Praha. Je zde také gymnázium Přípotoční. Nachází se zde také pobočka tělocvičné jednoty Sokol, která provozuje sportovní halu v Heroldových sadech.

### Parky
- Heroldovy sady
- u nádraží Praha-Vršovice (park Jiřiny Haukové a Jindřicha Chalupeckého)
- náměstí Svatopluka Čecha
- Kubánské náměstí
- mezi ulicemi Bělocerkevská, 28. pluku a Konopišťská

### Ostatní
- Vršovický hřbitov
- Justiční areál Na Míčánkách – soubor budov v nichž sídlí justiční instituce

## Další fotografie

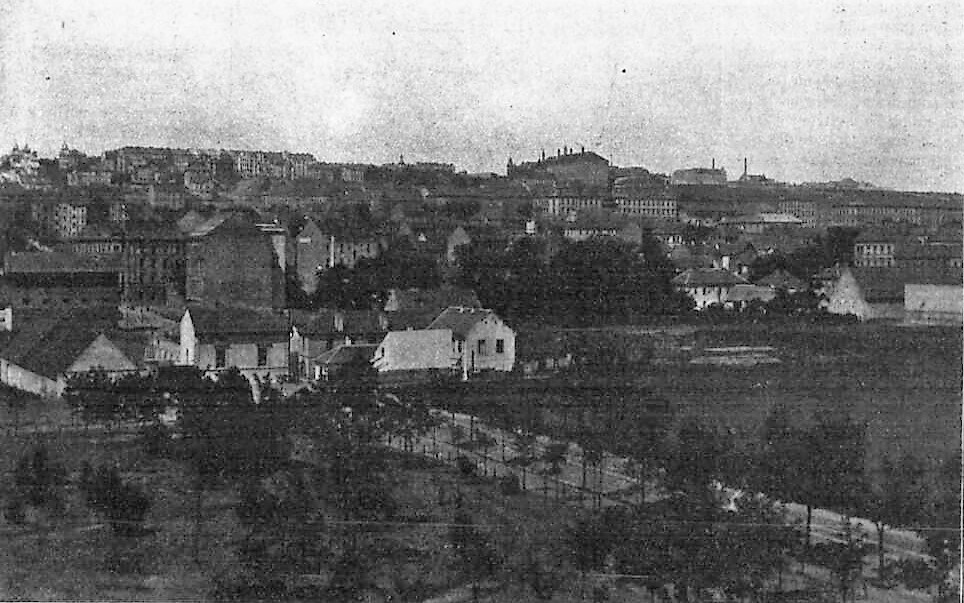
Vršovice – pohled od vršovického nádraží, 1903
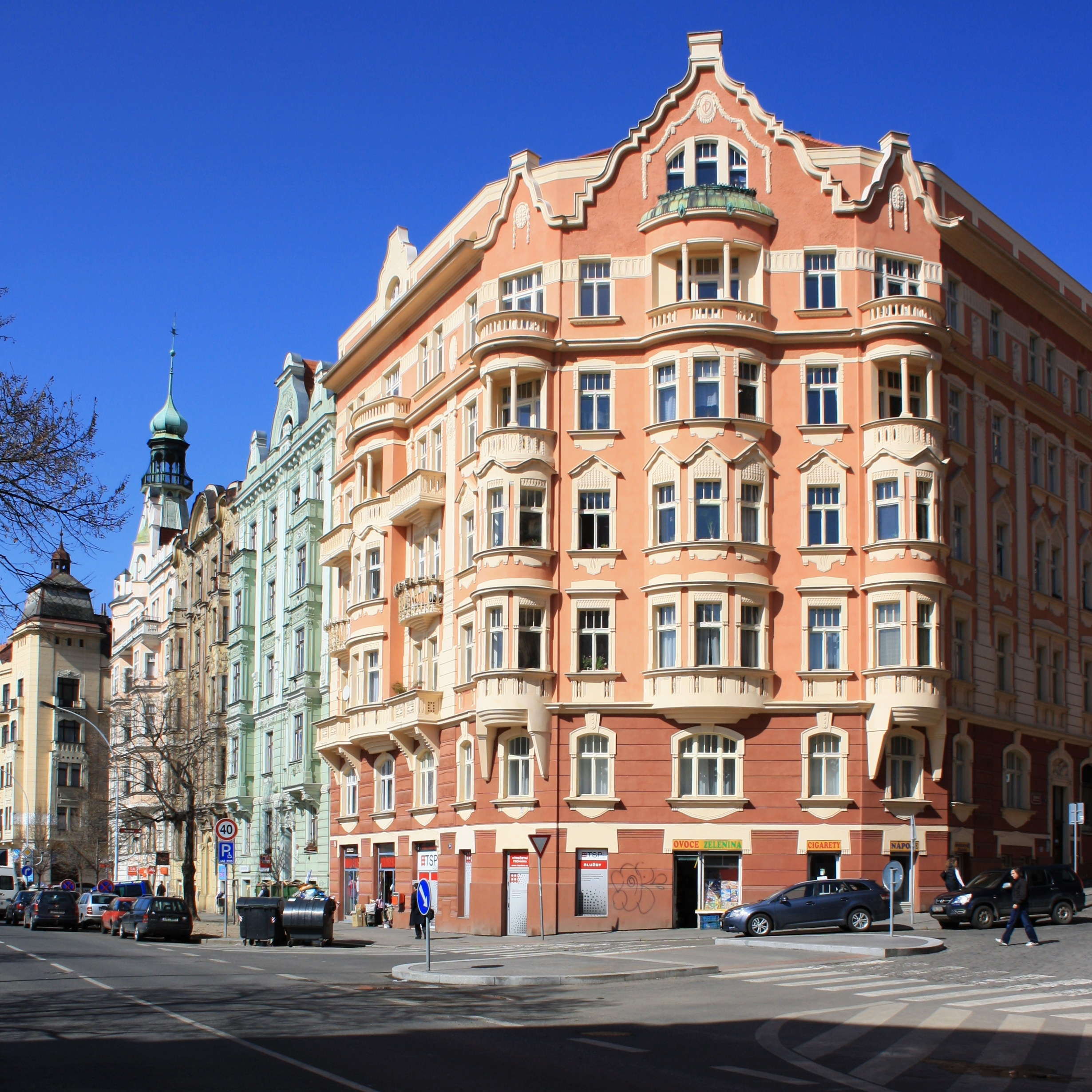
Dům č. p. 582 na rohu ulic Kodaňská a Finská
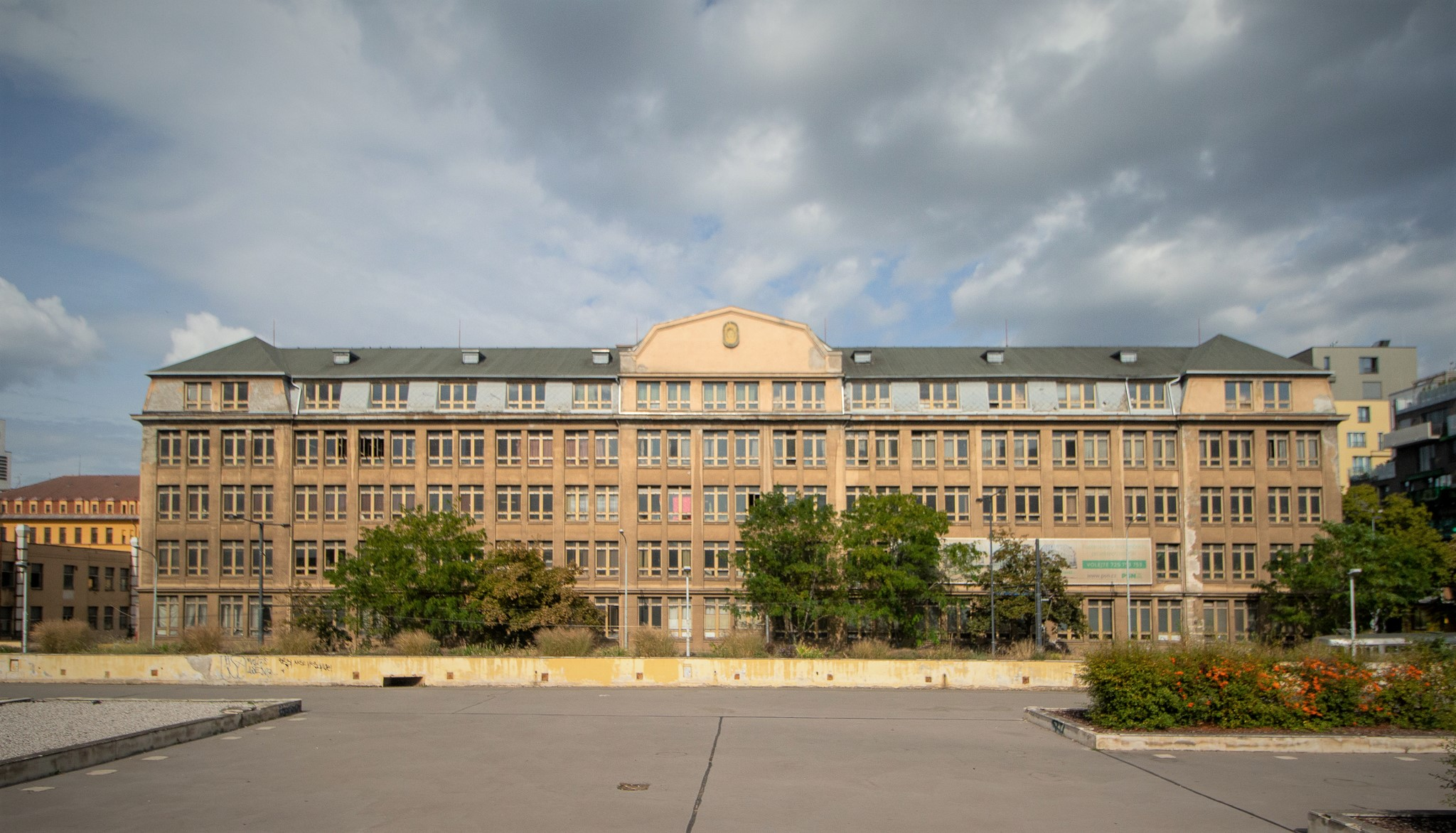
Továrna Koh-i-noor Waldes
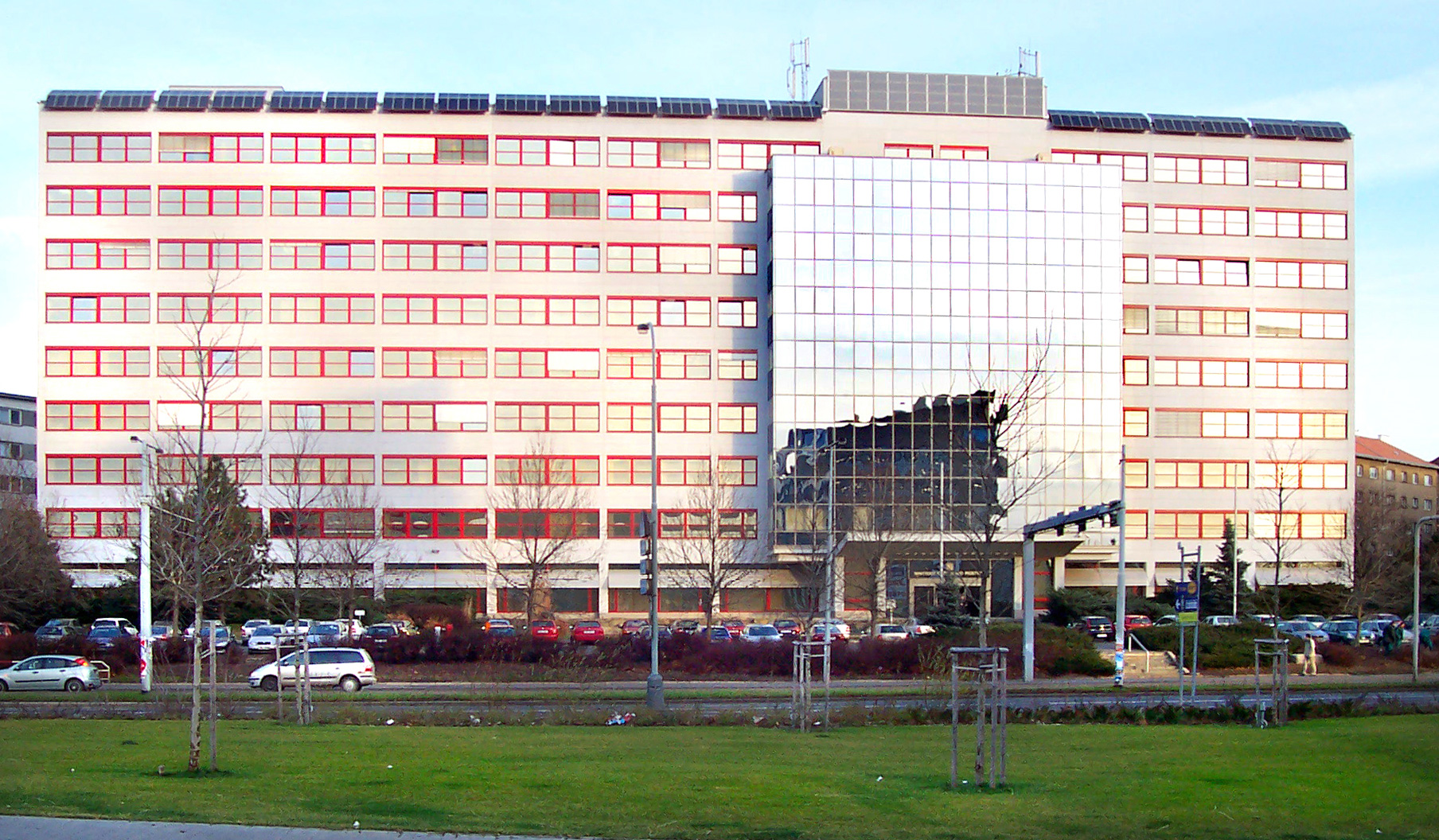
Budova Ministerstva životního prostředí u Vršovické ulice
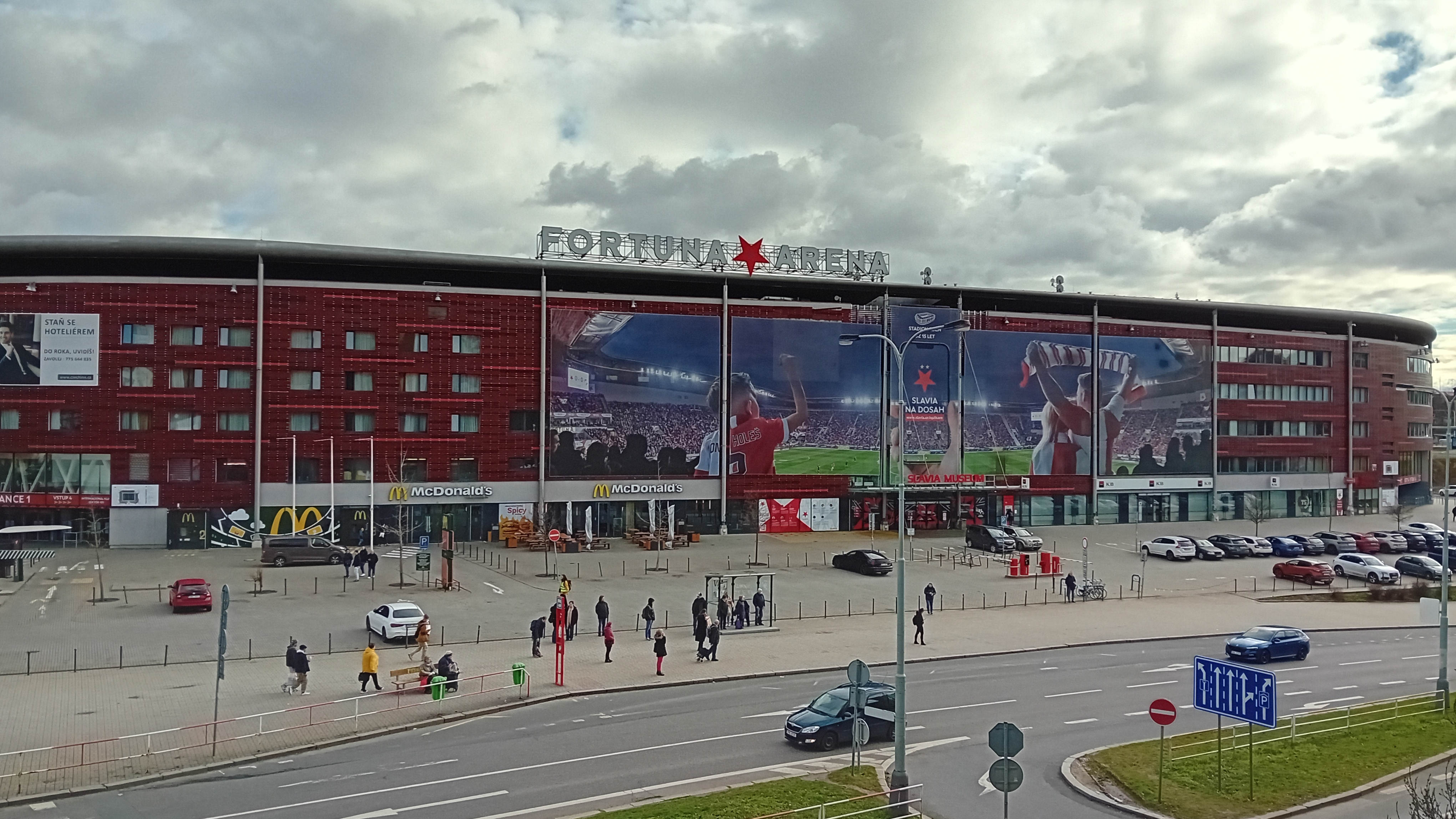
Fotbalový stadion Slavie v Edenu
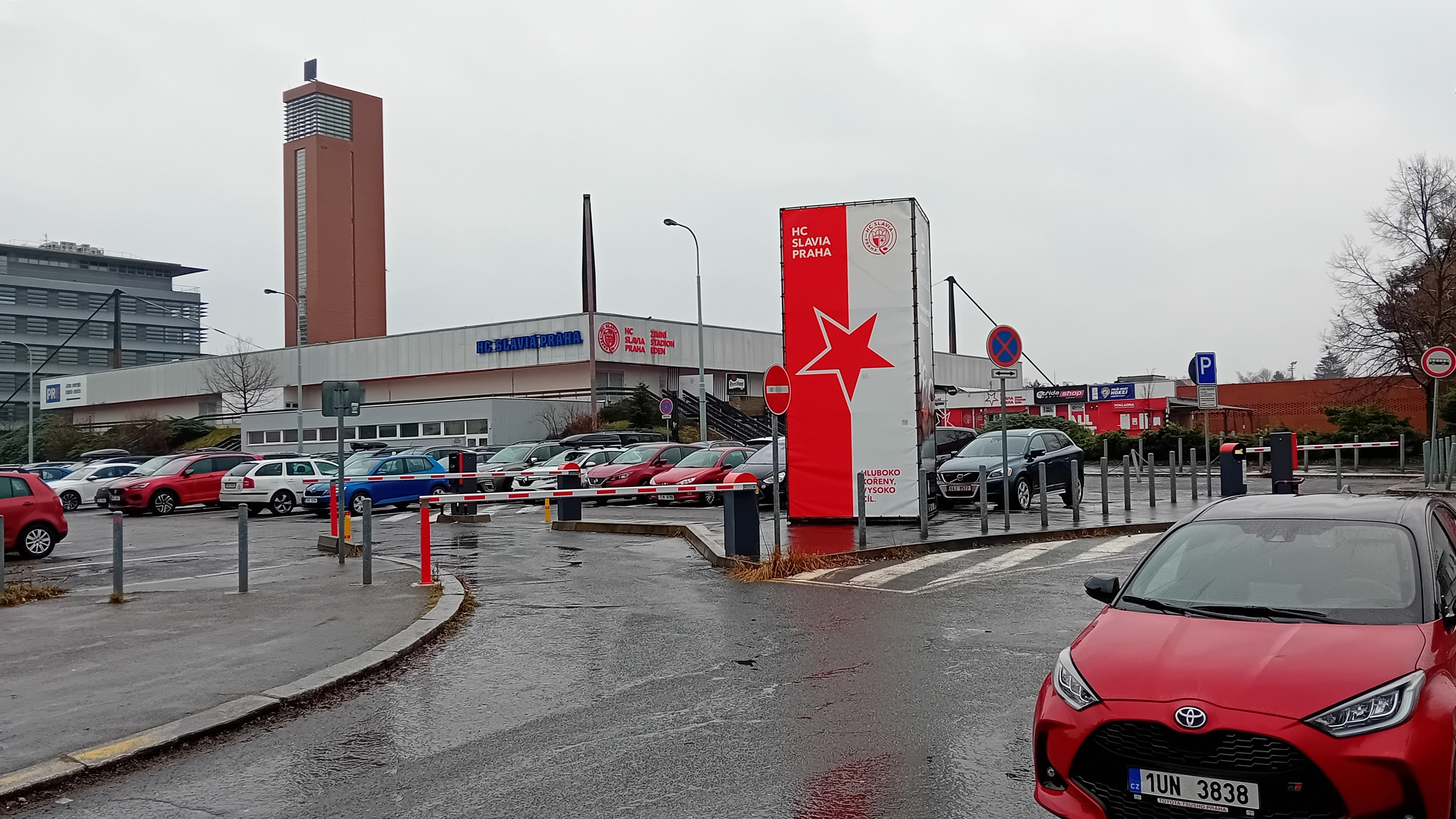
Hokejová hala HC Slavia
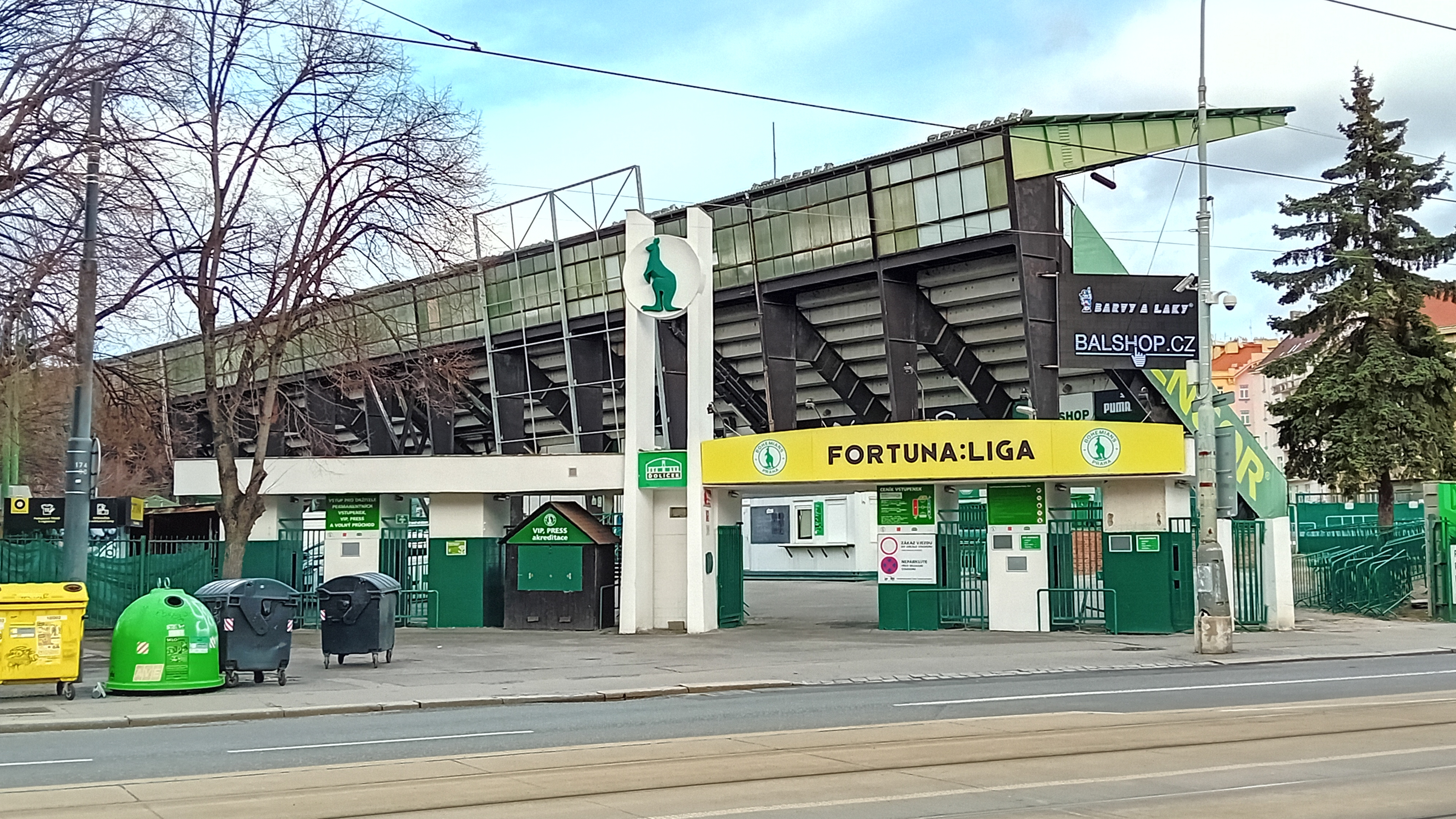
Fotbalový stadion Ďolíček, kde sídlí Bohemians Praha 1905
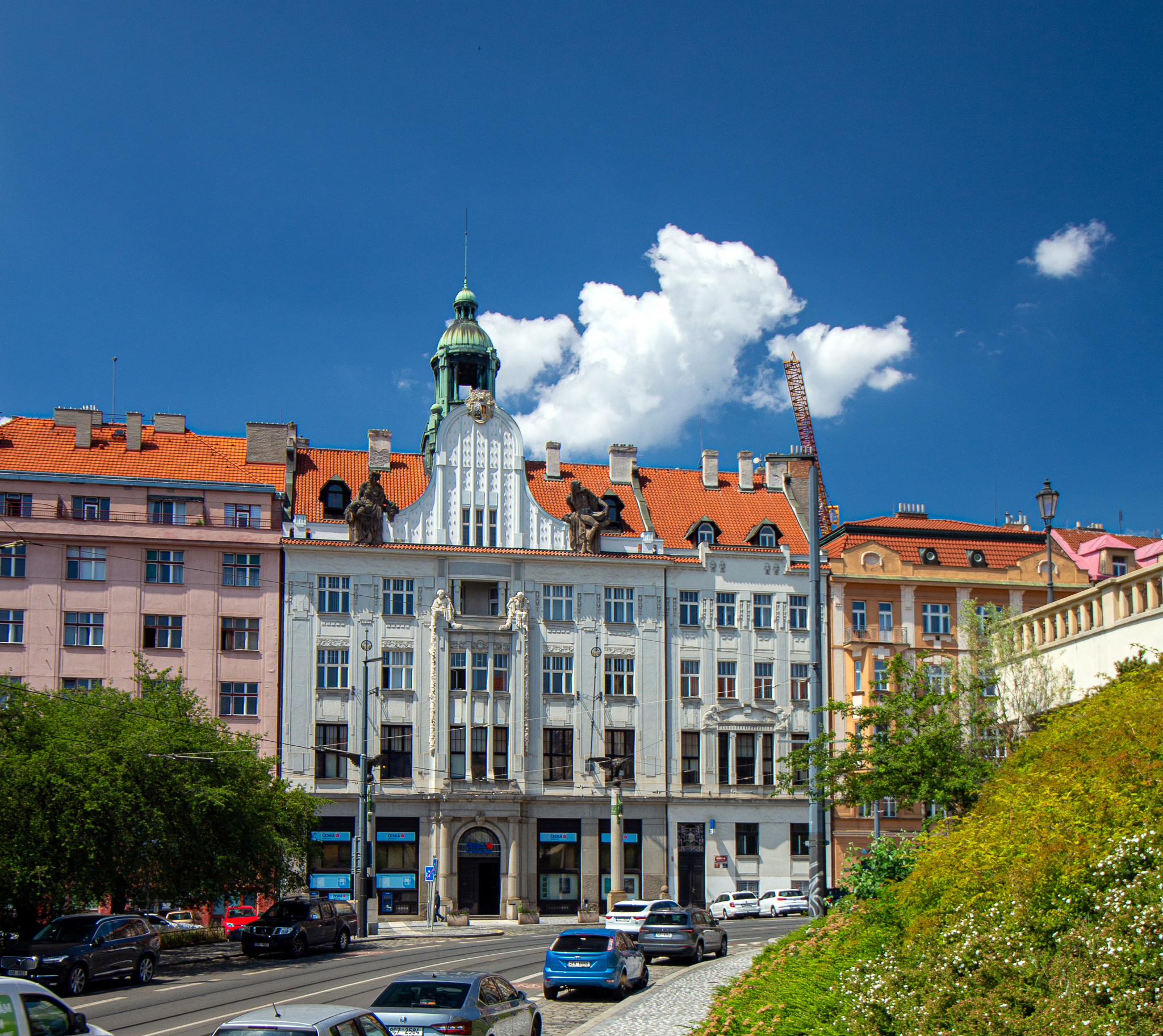
Secesní Vršovická záložna architekta Antonína Balšánka
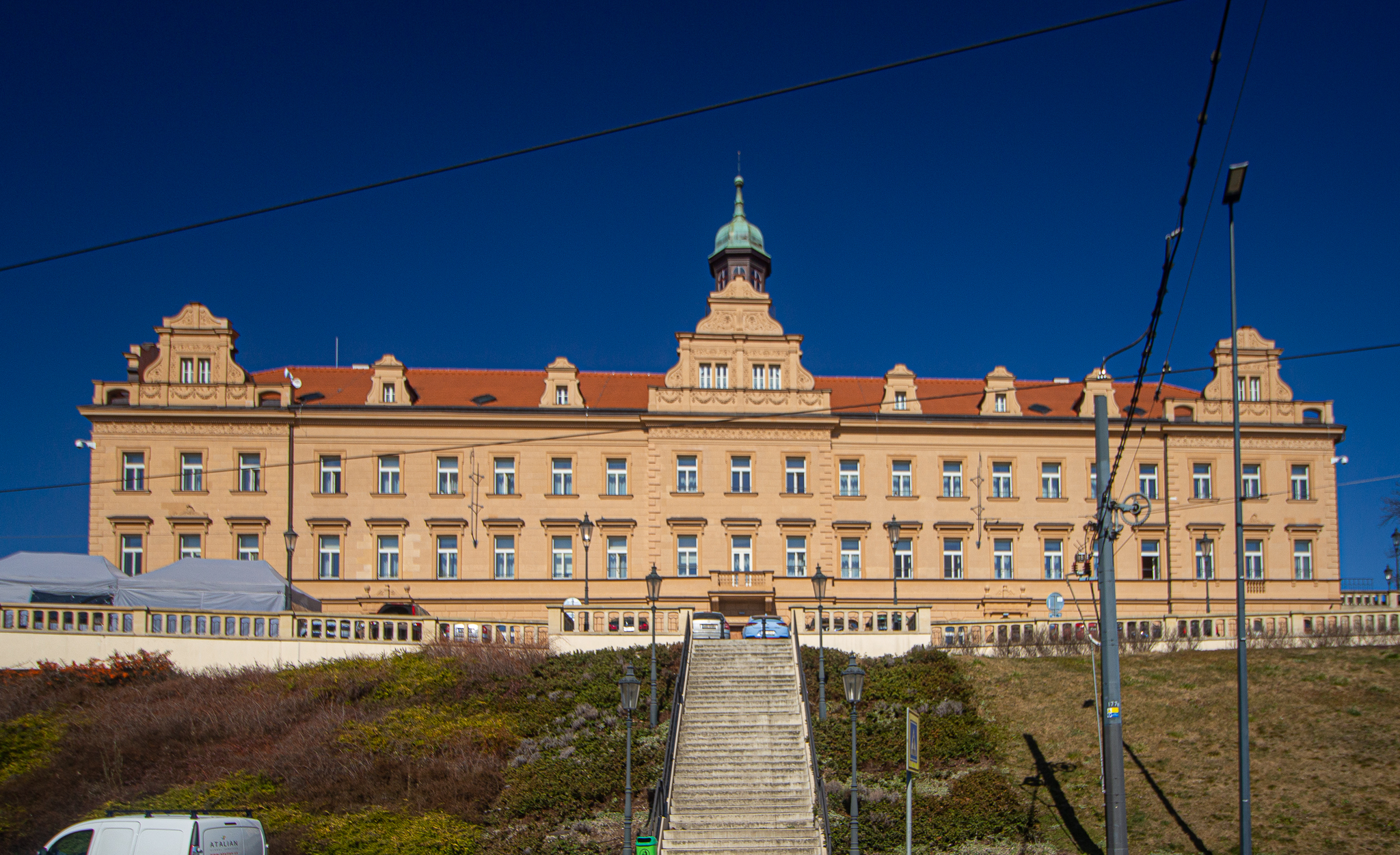
Vršovický zámeček Rangherka
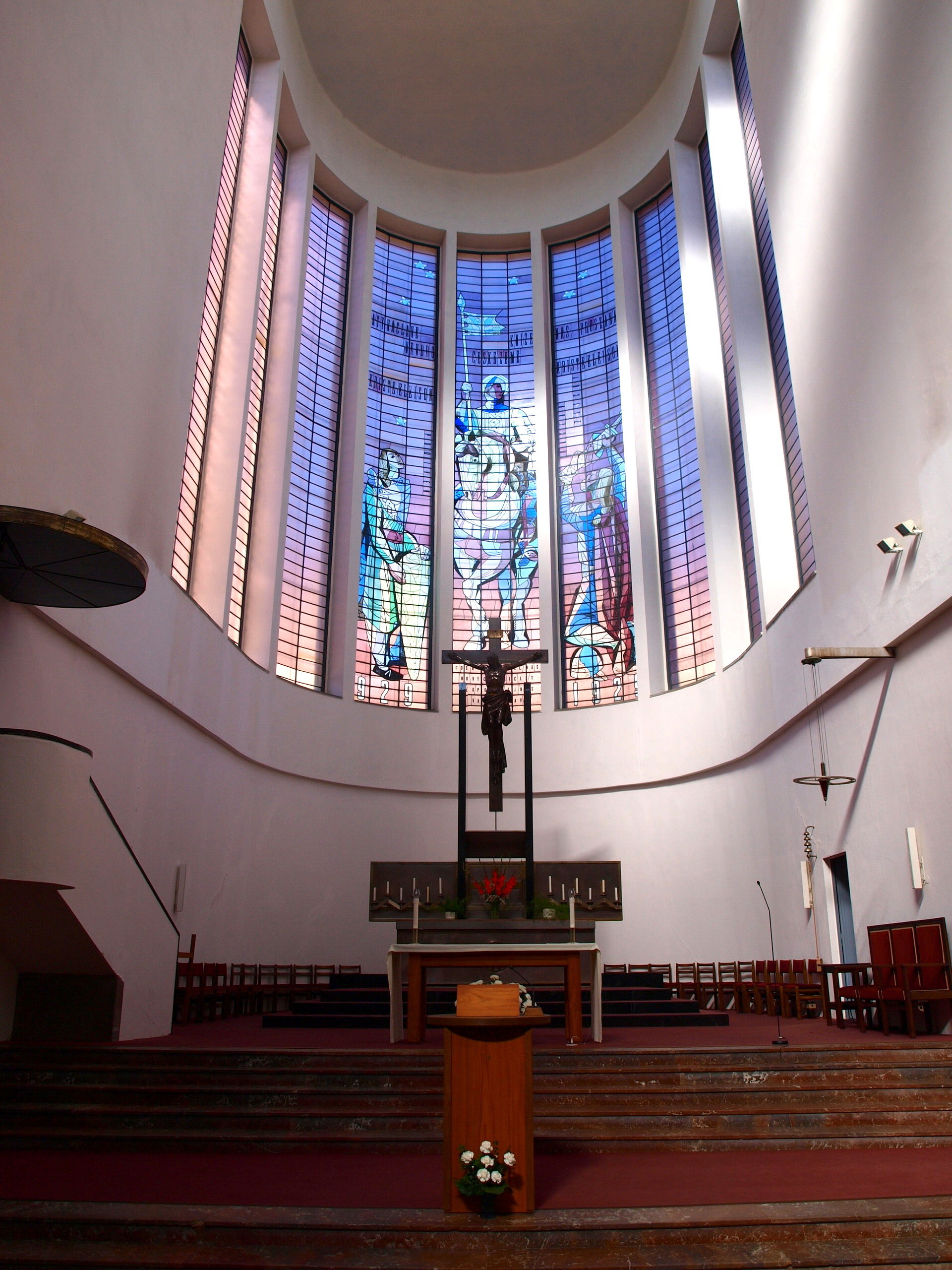
Interiér funkcionalistického kostela sv. Václava na Čechově náměstí
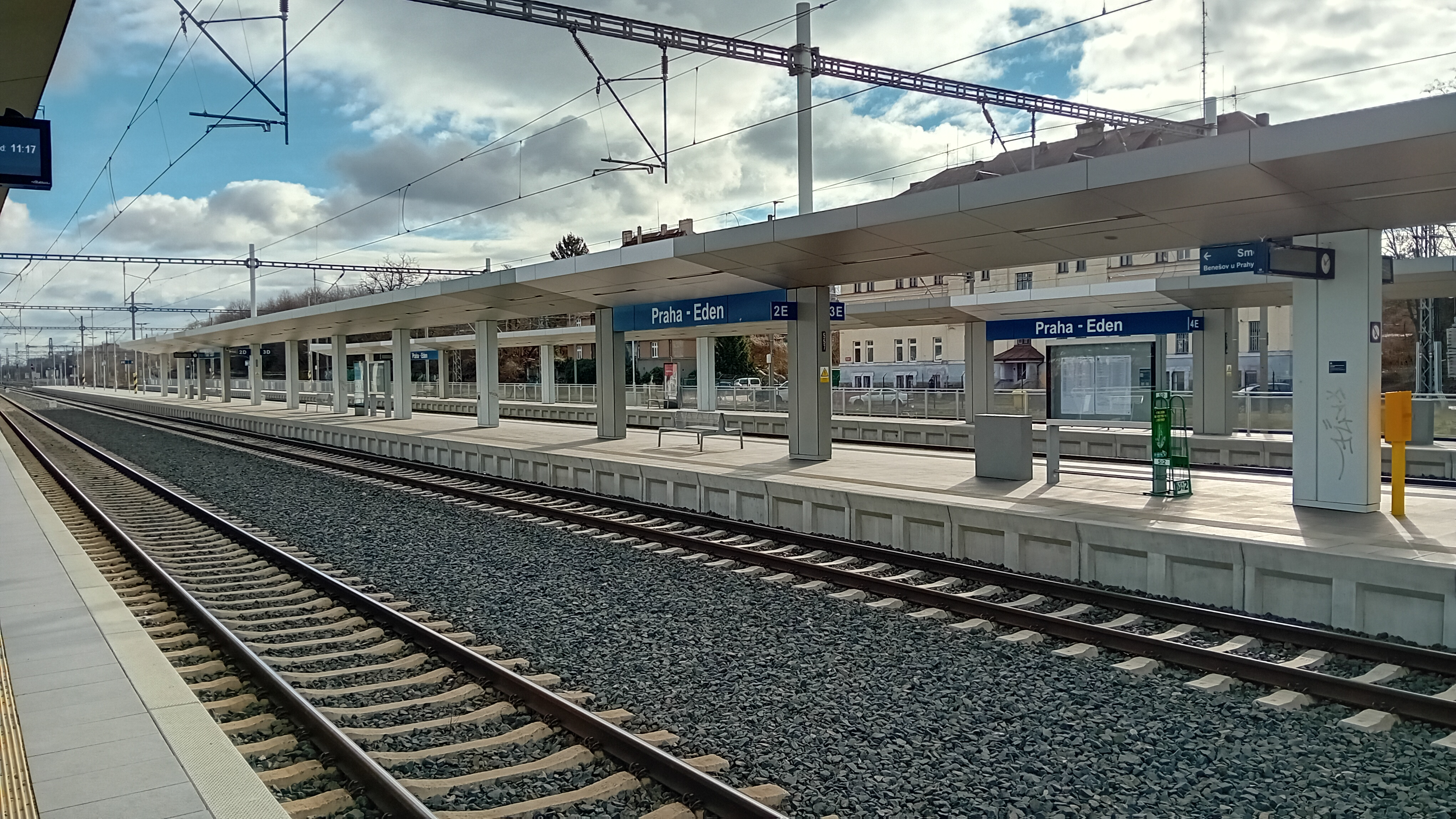
Železniční stanice Praha-Eden
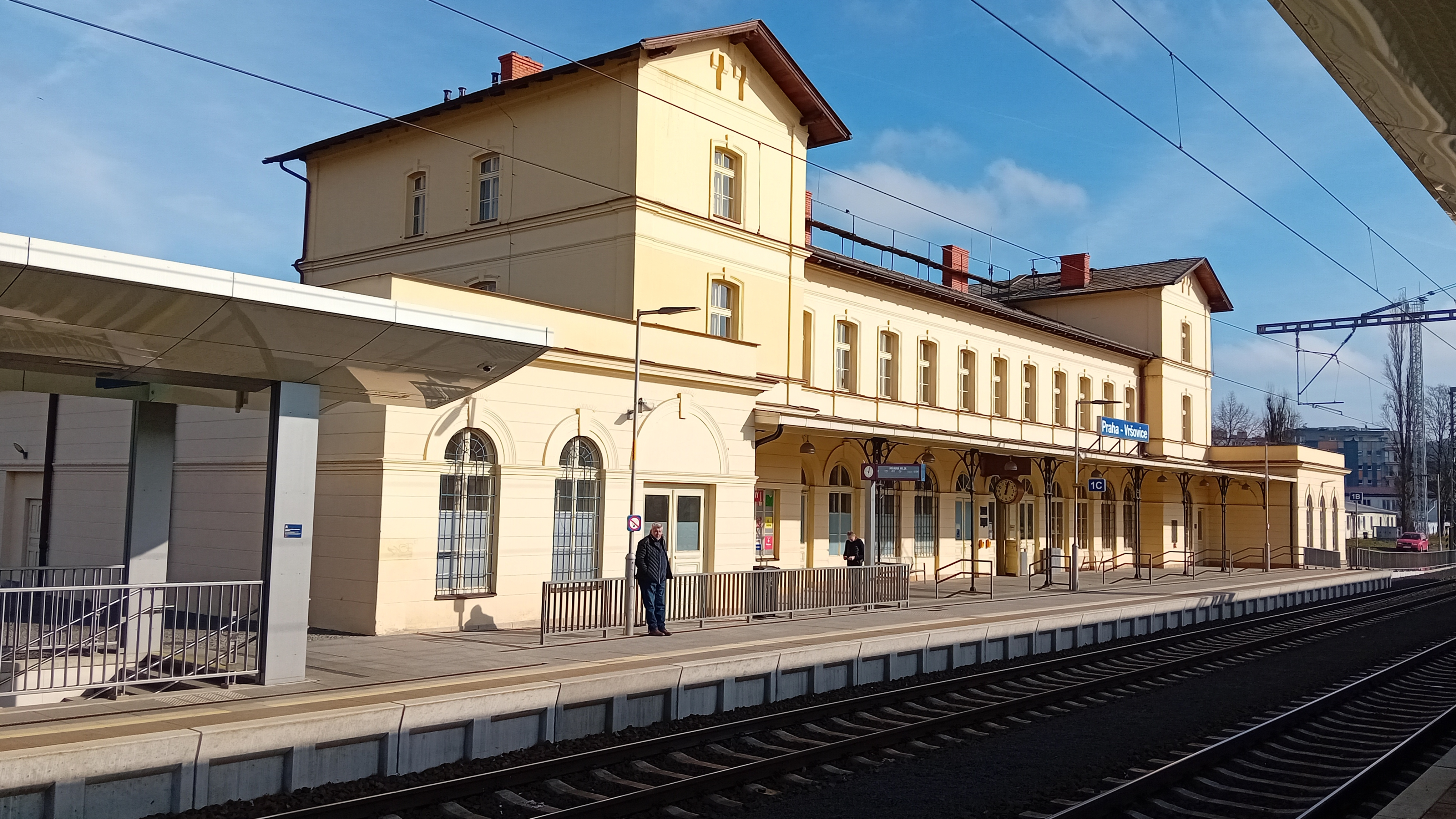
Nádraží Praha-Vršovice
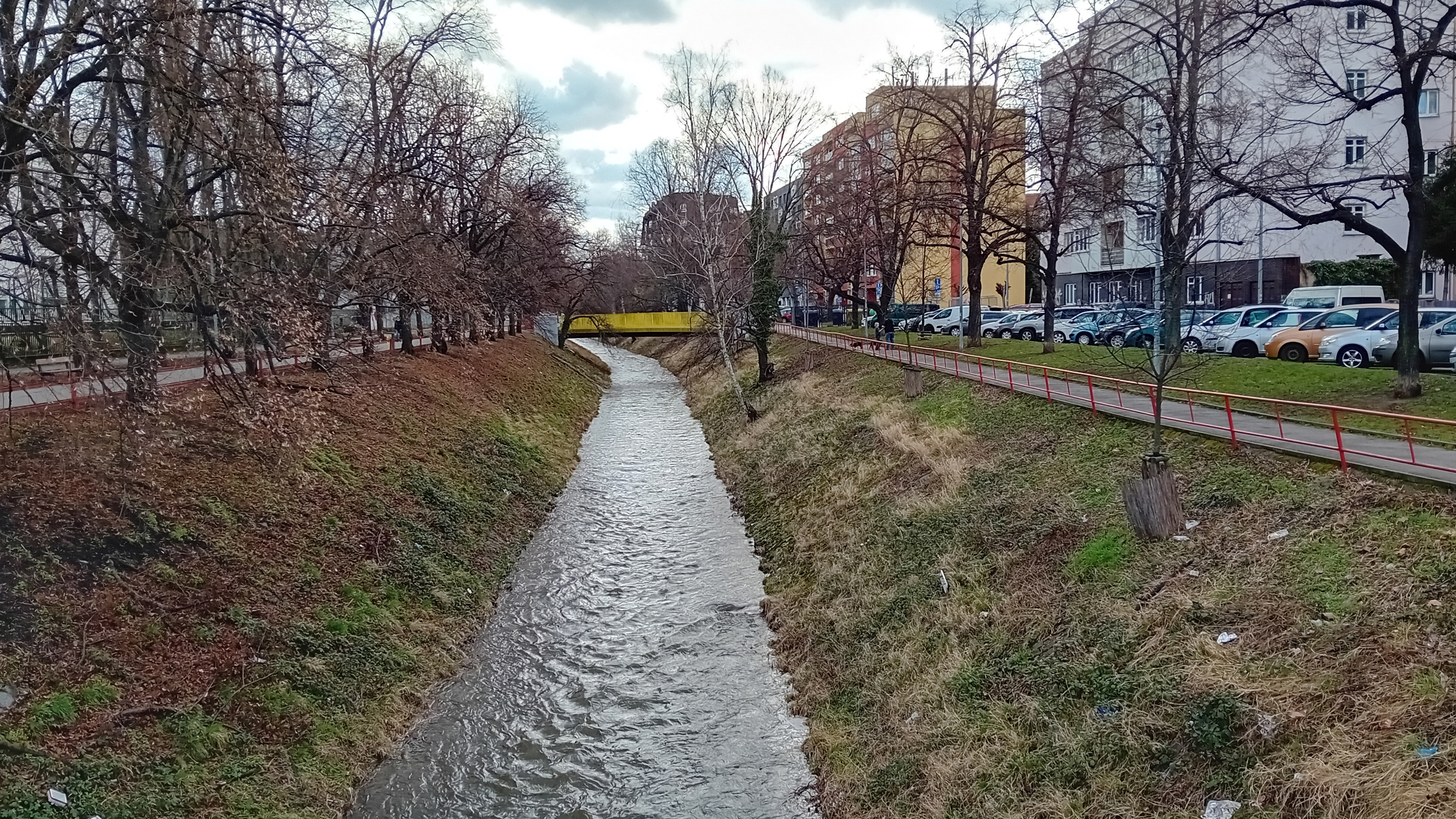
Říčka Botič
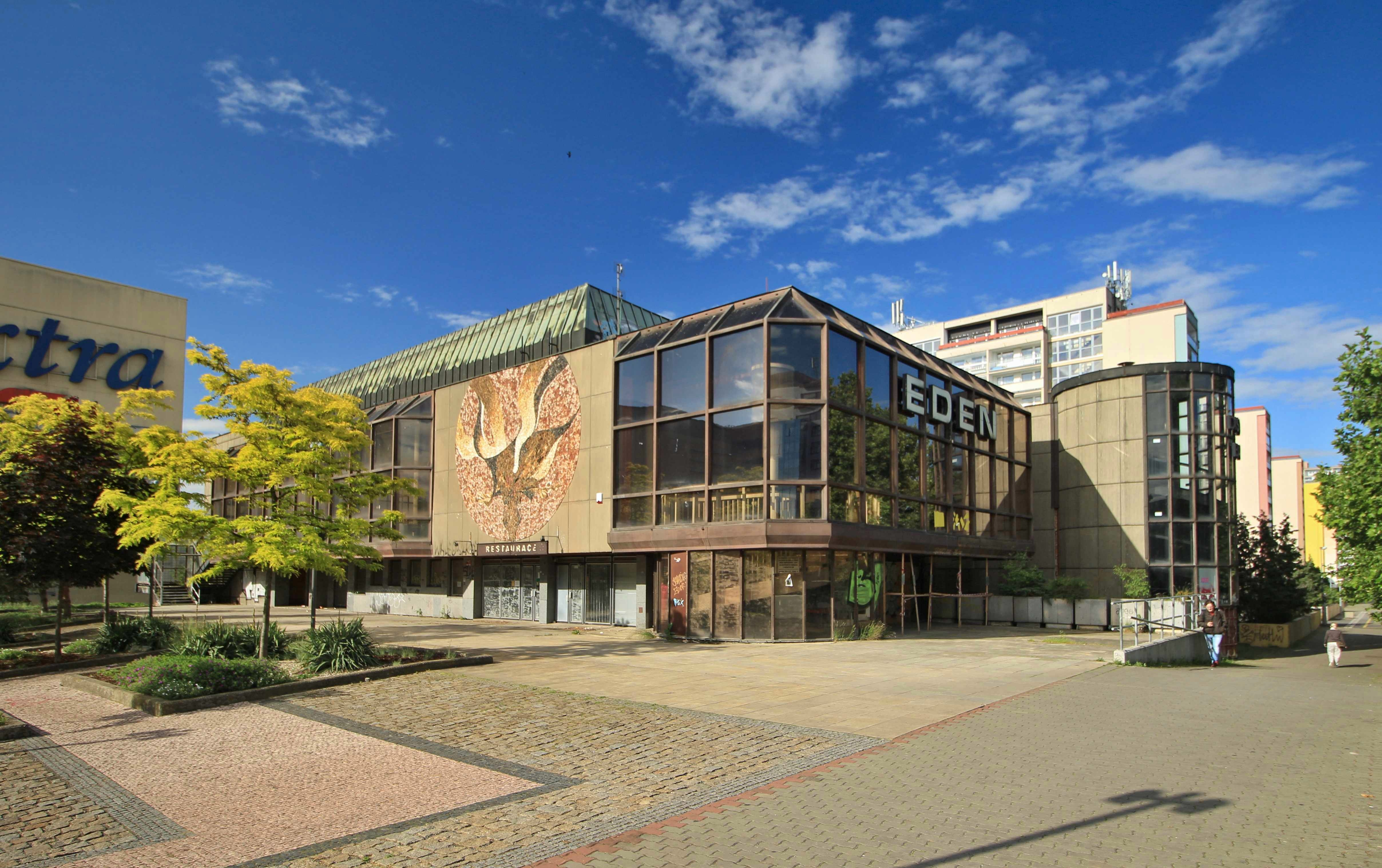
Kulturní dům Eden
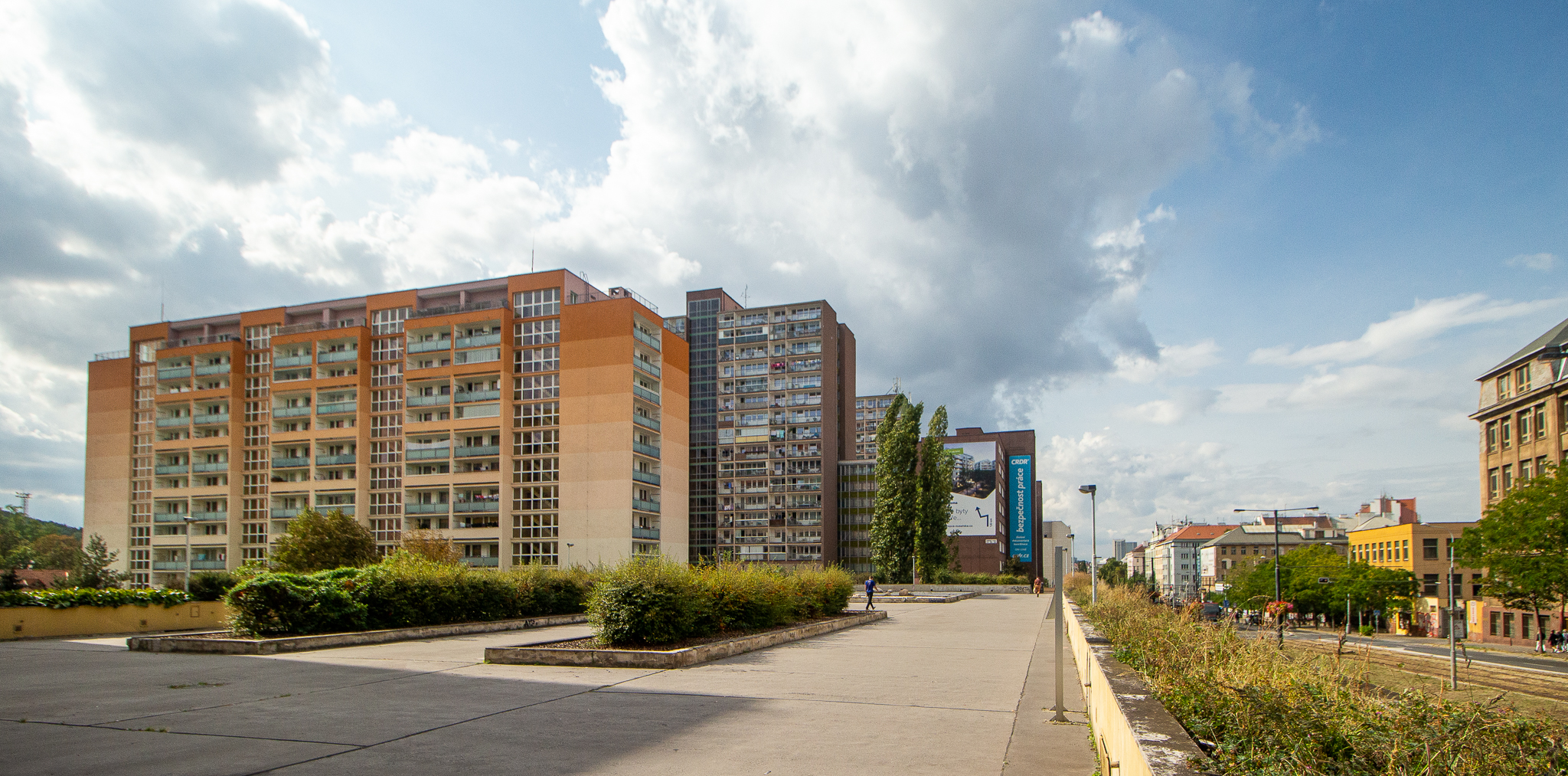
Sídliště Vlasta
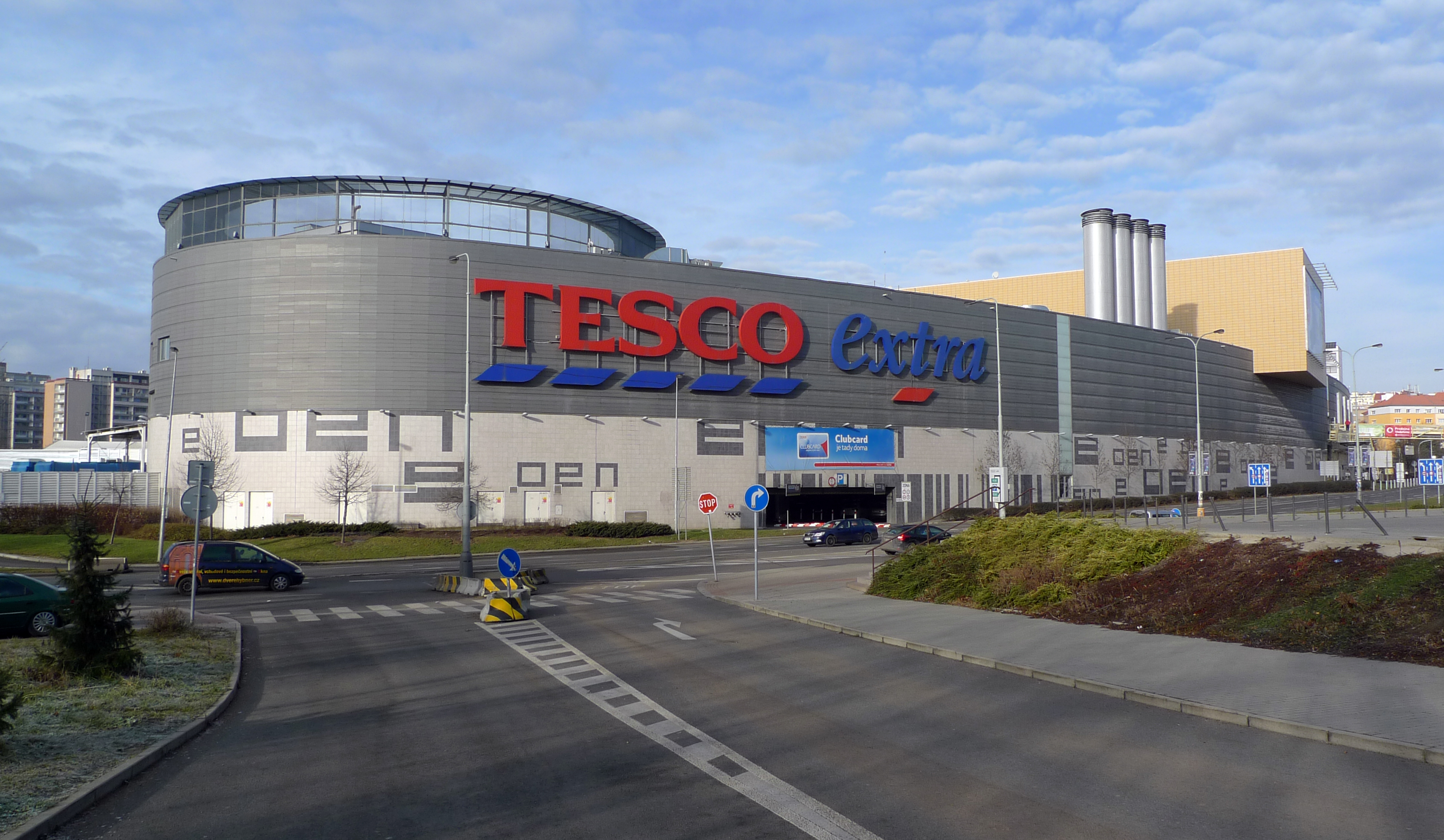
Nákupní centrum Eden
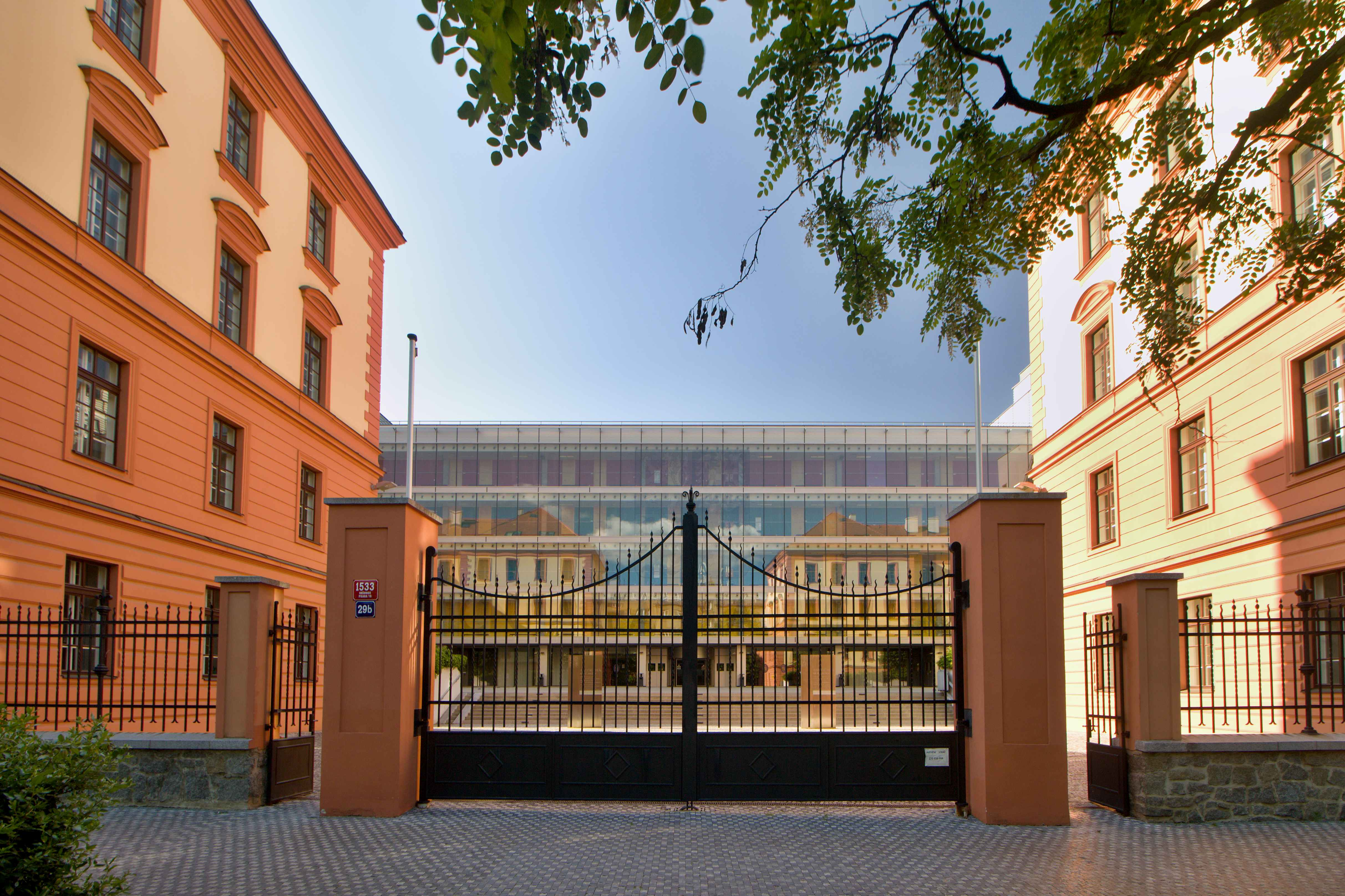
Justiční areál na Míčankách
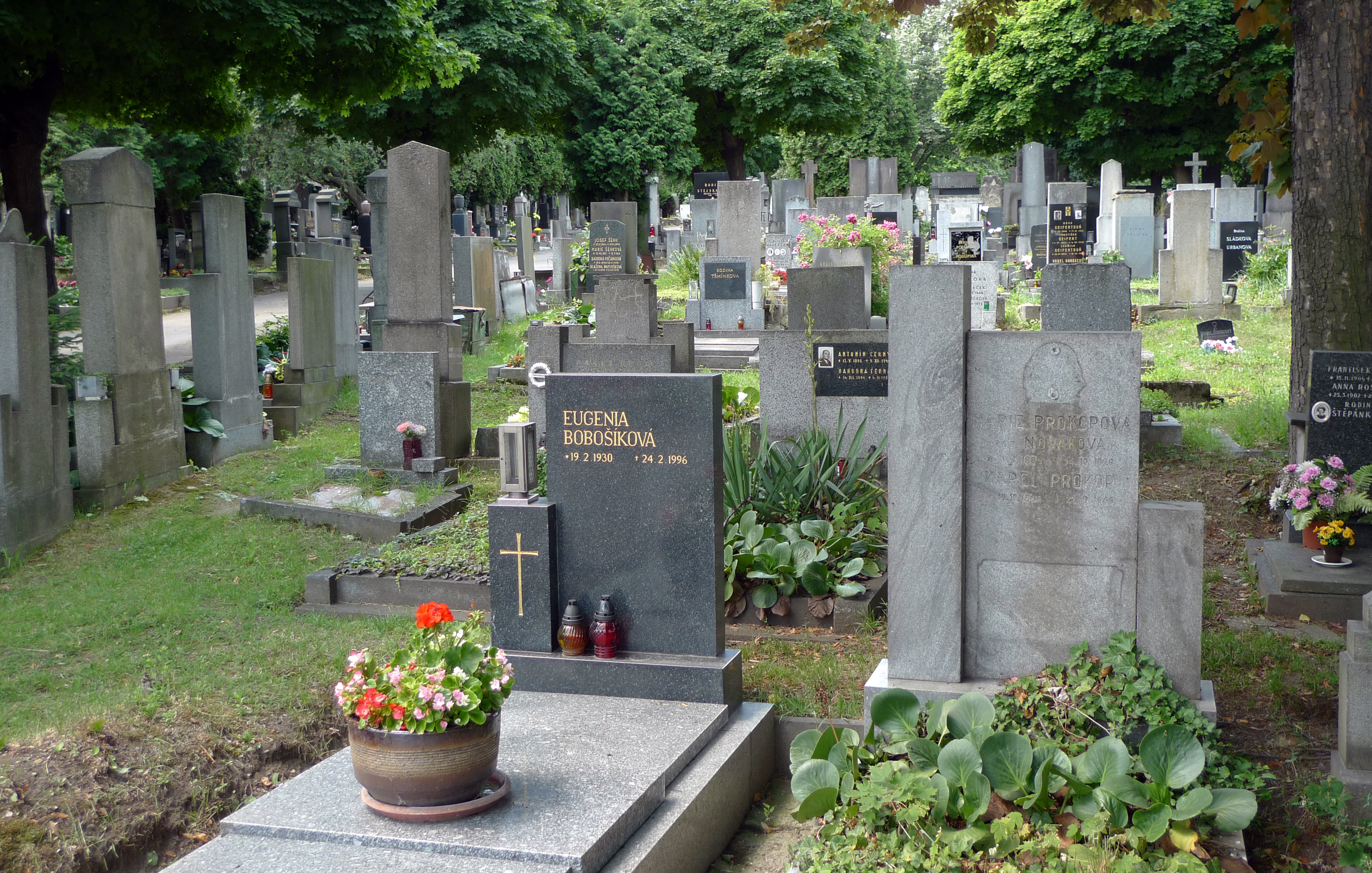
Vršovický hřbitov